# Madlerahalli, Pavagada
Madlerahalli là một làng thuộc tehsil Pavagada, huyện Tumkur, bang Karnataka, Ấn Độ.